# Planka.nu
Planka.nu er en svensk politisk organisation som arbejder for 0-takst, dvs. en afgiftsfri, kollektiv trafik. Planka.nu har fået megen opmærksomhed ved at organisere en forsikringsfond for gratister i den kollektive trafik.
Den fungerer ved, at planka.nu betaler medlemmernes kontrolafgifter mod et månedligt forsikringsbeløb.
Kampagnen blev grundlagt af Syndikalistiske Ungdomsförbundet i Stockholm i 2001, og flere filialer er siden blevet oprettet i Göteborg, i Östergötland og i Helsinki. Kampagnen er nu afkoblet fra Syndikalistiska Ungdomsförbundet og videreføres af et netværk af lokale grupper.
Metoden med at praktisere 0-takst på egen hånd og derved at indføre 0-takst i hverdagen kaldes direkte aktion. Planka.nu har med en række videoer på deres hjemmeside vist, hvordan man kan undgå kontrol og passere billetkontrollerne i metroen. På den måde har de tilskyndet til og gjort det lettere at køre som gratist (kaldet "plankning" på svensk). Planka.nu har i samarbejde med Intet menneske er illegalt betalt billetter til papirløse migranter, der risikerer at blive fanget og udvist fra Sverige ved de billetkontroller, som politiet har iværksat.
Planka.nu har siden 2007 udvidet deres aktiviteter til også at omfatte spørgsmål om klimapolitik og byplanlægning og har blandt andet offentliggjort rapporterne Highway to Hell?,  At rejse bør ikke koste alverden og Til hvilken pris?.
Planka.nu kalder sin forsikringskasse for "p-fonden". Alle aktive medlemmer af planka.nu arbejder ulønnet, og p-fondens penge går udelukkende til planka.nus aktiviteter, dvs. tillæg og tryk på flyveblade, og plakater til forskellige kampagner. Med prisstigningerne i Stockholms lokaltrafik i 2004 steg antallet af Planka.nu 's aktive, betalende medlemmer i Stockholm fra ca. 300 til nu ca. 700.

## Kritik
Planka.nu og deres aktiviteter har også været kritiseret i avisspalterne, bl.a. af politikere. Både i Stockholm og Göteborg anmeldtes deres solidaritetskasse til politiet. Ingen har dog lykkes med at få dømt planka.nu i en domstol: I Göteborg frafaldt anklageren sagen, og i Stockholm er intet sket.